# Alexander Pérez
Alexander Pérez (nacido el 24 de julio de 1989 en Santo Domingo) es un lanzador dominicano de ligas menores que se encuentra en la organización de los Indios de Cleveland. Fue firmado como amateur por los Indios en mayo de 2007.
Como miembro del equipo Lake County Captains en 2009, Pérez fue seleccionado para el equipo All-Stars de la South Atlantic League.
En 2010 lanzó para el equipo Clase-A avanzada Kinston Indians.